# 李树斌
李树斌（1955年1月10日—），是中国足球教练，球员时期主要效力于辽宁队，司职前锋。退役后李树斌曾先后担任辽宁队主教练、助理教练，中国国家队助理教练，以及长春亚泰等球队的主教练。在本土教练中，李树斌也被评为拥有不错的业务水平。

## 教练生涯
李树斌球员时代一直在辽足效力，并在1977年进入国家队。1984年，李树斌退役，并进入辽足教练组。
1995年，李树斌短暂担任辽宁队主教练，其后在2000年又再次短暂担任辽宁队的主教练。2003年，李树斌加入中国国家队担任助理教练四年至2007年。
2008年5月，李树斌回到辽宁队担任领队兼中方教练组组长，但率领球队得到近8轮比赛之中第1分的领队李树斌却宣告离开球队。9月担任长春亚泰执行主教练。2009年正式担任长春亚泰主教练率队取得中超联赛亚军，赛季后不获长春亚泰留任。
2010年1月，签约担任重庆力帆主教练並在联赛开局阶段曾带领重庆队爆冷创造了不错的战绩。但随着联赛的深入进行，球队的成绩也一路下滑在遭遇5连败后重庆队官方宣布，李树斌因战绩不佳下课。
2011年2月，中甲球队深圳凤凰确定李树斌为球队主教练。同年6月，凤凰队因财转让被迁往广州，球队易名为广州富力后李树斌継续担任球队的主教练最终帮助球队成功打上中超。在赛季结束后，李树斌改任领队。
2012年12月28日正式离开富力，然后赴任长春亚泰新主帅。亚泰这次准备和李树斌签下一份长达5年的长约，不过每年只有完成俱乐部制定的目标，合同才能够继续生效。但执教了十轮比赛后因成绩不佳改任球队总教练。
2013年6月30日，中甲球队石家庄永昌骏豪宣布和李树斌签订一份为期一年半的合同。
2013年12月12日，李树斌与石家庄永昌骏豪解约

## 外部連結
- 混沌中甲力帆高调冲超 学院派李树斌能否独挡一面[]
- 李树斌教练生涯：三度救火辽足 两次辅佐国字号 （页面存档备份，存于）